# Cristina (cantante estadounidense)
Cristina Monet Zilkha, nacida  Monet-Palaci, (2 de enero de 1959-31 de marzo de 2020), conocida durante su carrera artística con el monónimo de Cristina, fue una cantante y escritora estadounidense, conocida por sus grabaciones de new wave realizadas para ZE Records a fines de los años setenta y principios de los ochenta en la ciudad de Nueva York.

## Biografía
Retirada de Harvard, e hija de un psicoanalista francés y una ilustradora-novelista-dramaturga estadounidense, estaba trabajando como escritora para The Village Voice cuando conoció a Michael Zilkha, con quien se casó. Un rico heredero del imperio minorista Mothercare de Inglaterra, Zilkha comenzó en ZE Records con Michel Esteban. Zilkha la persuadió de grabar una canción titulada "Disco Clone", un disco de baile pastiche excéntrico escrito por Ronald Melrose, un compañero de clase de ella en Harvard. La grabación original, lanzada como ZE001 en 1978, fue producida por John Cale y fue la primera en ser emitida en el sello de ZE. Una versión posterior presentó al no acreditado Kevin Kline tratando de seducir a Cristina, reemplazando a Anthony Haden-Guest en el disco original.
"Disco Clone" fue un éxito de culto y alentó a ZE a lanzar un álbum de larga duración en 1980, que fue producido por August Darnell de Kid Creole & The Coconuts. El álbum fue reeditado como Doll in the Box. Cristina también emitió en un sencillo de 12" una versión de "Is That All All Is Is?" de Peggy Lee con letras nuevas y satíricas. Sus autores Leiber y Stoller demandaron y lo retiraron con éxito durante muchos años. Más tarde, lanzó una versión de "Drive My Car" de los Beatles (también lanzado como "Baby You Can Drive My Car"). Lanzó la canción "Things Fall Apart", producida por Was (Not Was), en Christmas Record de ZE, en 1981. 
El segundo álbum de Cristina, Sleep It Off, fue producido por Don Was y lanzado en 1984 con un diseño de manga de Jean-Paul Goude (un año antes de que usara la misma idea para Grace Jones). La letra satirizó la decadencia urbana con una entrega a menudo seca y sarcástica. El disco fracasó y Cristina se retiró a la vida doméstica en Texas. El álbum fue relanzado en 2004 con seis pistas adicionales, dos de las cuales fueron producidas (y una coescrita) por Robert Palmer.
Monet-Palaci y Zilkha se divorciaron en 1990 y ella regresó a la ciudad de Nueva York. Más tarde contribuyó con ensayos y reseñas a publicaciones como el Times Literary Supplement de Londres mientras luchaba contra una enfermedad debilitante. Sus dos álbumes para ZE fueron reeditados en 2004.

## Muerte
Murió el 31 de marzo de 2020, a la edad de 61 años, según los informes de COVID-19 causado por el virus del SARS-CoV-2.

## Discografía

### Álbumes de estudio
- Cristina (1980, ZE Records)
- Sleep It Off (1984, ZE Records)
- Doll in the Box (2004, ZE Records) - Reedición ampliada de Cristina
- Sleep It Off (2004, ZE Records) - Reedición ampliada

### Sencillos
- "Disco Clone" (1978)
- " ¿Eso es todo lo que hay? " (1980)
- " Drive My Car " (también lanzado como "Baby You Can Drive My Car") (1980)[10]
- " La Poupée qui fait non " (1980)
- "Las cosas se desmoronan" (1981)
- "Boleto al trópico" (1984)